# 末宗徹郎
末宗 徹郎（すえむね てつろう、1959年〈昭和34年〉5月2日 - ）は、日本の自治・総務官僚。

## 来歴
千葉県出身。山口県立岩国高等学校入学後、親の転勤によって1年生の2学期に千葉県立船橋高等学校に転入。同校を経て、1983年（昭和58年）3月、東京大学法学部を卒業。同年4月、自治省へ入省。
入省後、自治省大臣官房総務課理事官、財政局地方債課理事官、同財政課財政企画官、自治行政局地域振興課過疎対策室長、同行政課行政企画官、自治財政局調整課長、同地方債課長、同財政課長などを歴任。途中、茨城県や内閣官房などに出向し、茨城県総務部長、内閣府地方分権改革推進室次長、内閣官房内閣審議官、内閣官房まち・ひと・しごと創生本部事務局次長などを務めた。
2018年（平成28年）7月27日、復興庁統括官に就任。
2019年（令和元年）7月9日、復興庁事務次官に就任。
2020年（令和2年）7月20日、退任。同年9月18日、福島復興再生総局事務局長に就任。同年12月1日、三井住友海上火災保険顧問に就任。
2022年（令和4年）6月28日、福島復興再生総局事務局長を退任し、復興庁顧問に就任。

## 年譜
- 1983年（昭和58年）
  - 3月 - 東京大学法学部卒業[1]
  - 4月 - 自治省入省[1]
  - 7月 - 岡山県総務部市町村課[9]
- 1991年（平成3年）4月 - 奈良県総務部財政課長[10]
- 1995年（平成7年）7月 - 総理府地方分権推進委員会事務局上席調査員[10]
- 1998年（平成10年）
  - 1月 - 自治省大臣官房総務課理事官兼自治省行政局行政課理事官[1]
  - 4月 - 自治省財政局地方債課理事官[1]
- 1999年（平成11年）7月 - 自治省財政局財政課財政企画官[1]
- 2000年（平成12年）7月 - 茨城県総務部長[1]
- 2005年（平成17年）4月 - 総務省自治行政局地域振興課過疎対策室長[1]
- 2007年（平成19年）9月 - 総務省自治行政局行政課行政企画官[1]
- 2008年（平成20年）7月 - 総務省自治財政局調整課長[1]
- 2011年（平成23年）5月 - 総務省自治財政局地方債課長[1]
- 2012年（平成24年）8月 - 総務省自治財政局財政課長[1]
- 2013年（平成25年）
  - 6月 - 内閣府地方分権改革推進室次長[1]
  - 6月 -（併）内閣府道州制特区担当室長[1]
  - 6月 -（併）内閣官房内閣審議官（内閣官房副長官補付）[1]
- 2014年（平成26年）9月 - 内閣官房まち・ひと・しごと創生本部事務局次長[1]
- 2015年（平成27年）1月 -（併）内閣府地方分権改革推進室次長[1]
- 2016年（平成28年）6月 - 内閣官房内閣審議官（内閣官房副長官補付）[11]
- 2018年（平成30年）7月 - 復興庁統括官[6]
- 2019年（令和元年）7月 - 復興庁事務次官[4]
- 2020年（令和2年）
  - 7月 - 退任[5]
  - 9月 - 福島復興再生総局事務局長[2]
  - 12月 - 三井住友海上火災保険顧問[5]
- 2022年（令和4年）6月 - 復興庁顧問[3]
- 2022年（令和4年）9月 - 地域総合整備財団理事長[12]